# Cleo Massey
Cleo Massey (19 de noviembre de 1993 en Launceston, Tasmania) es una actriz australiana. Se la conoce principalmente por interpretar a Kim Sertori en la famosa serie H2O: Just Add Water.

## Familia
Su madre es Anna Waters Massey (con la que actuó en la película Humidity Rising) y su hermano es el también actor Joey Massey.

## Filmografía

### Televisión
| Año         | Serie                        | Personaje        | Notas        |
| ----------- | ---------------------------- | ---------------- | ------------ |
| 2006        | Mortified                    | Animadora        | 1 episodio   |
| 2006        | Monarch Cove                 | Chica ahogándose | 4 episodios  |
| 2006 - 2010 | H2O: Just Add Water          | Kim Sertori      | 40 episodios |
| 2015        | Dynamic Pizza                | Cheryl           | 1 episodio   |
| 2016        | Paul and Elaine              | Chica Irritante  | 1 episodio   |
| 2018        | Stage Mums                   | Shenaya Dicker   | 8 episodios  |
| 2018        | The Bureau of Magical Things | Sophie           | 1 episodio   |

### Cine
- Humidity Rising - Chrissy